# Birr (Irlanda)
Birr es una localidad situada en el condado de Offaly, Irlanda. Según el censo de 2022, tiene una población de 4674 habitantes.

## Enlaces externos

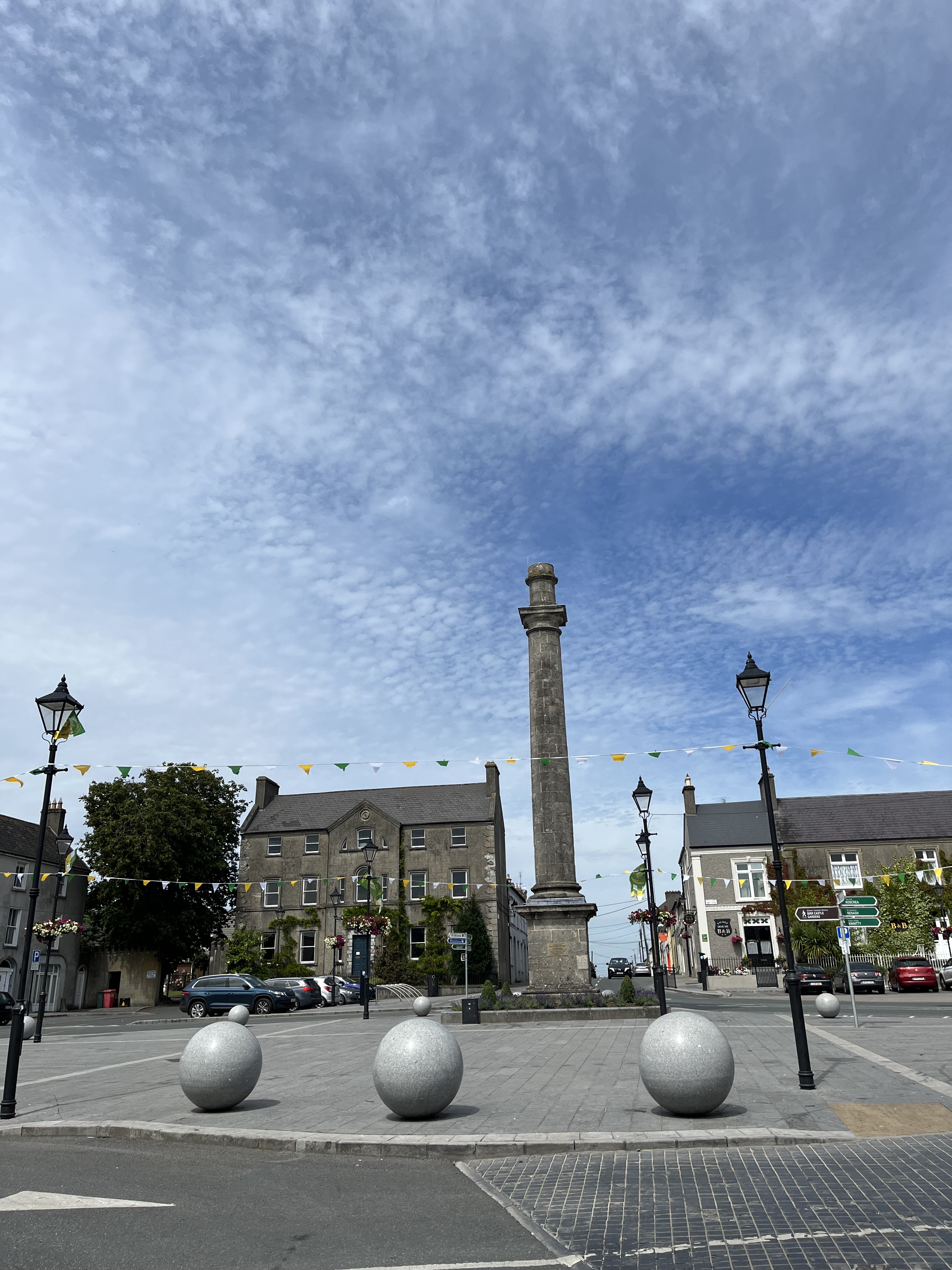
Cumberland Column